# Mieczysław Dziemieszkiewicz
Mieczysław Dziemieszkiewicz, ps. Rój (ur. 28 stycznia 1925 w Zagrobach, zm. 13/14 kwietnia 1951 w Szyszkach) – żołnierz Narodowych Sił Zbrojnych i Narodowego Zjednoczenia Wojskowego, uczestnik polskiego niepodległościowego podziemia antykomunistycznego na północnym Mazowszu. Brat Romana Dziemieszkiewicza ps. Adam, Pogoda oraz Jerzego Dziemieszkiewicza ps. Żbik. Jego symboliczny grób znajduje się w Makowie Mazowieckim. Pośmiertnie awansowany do stopnia podporucznika.

## Życiorys

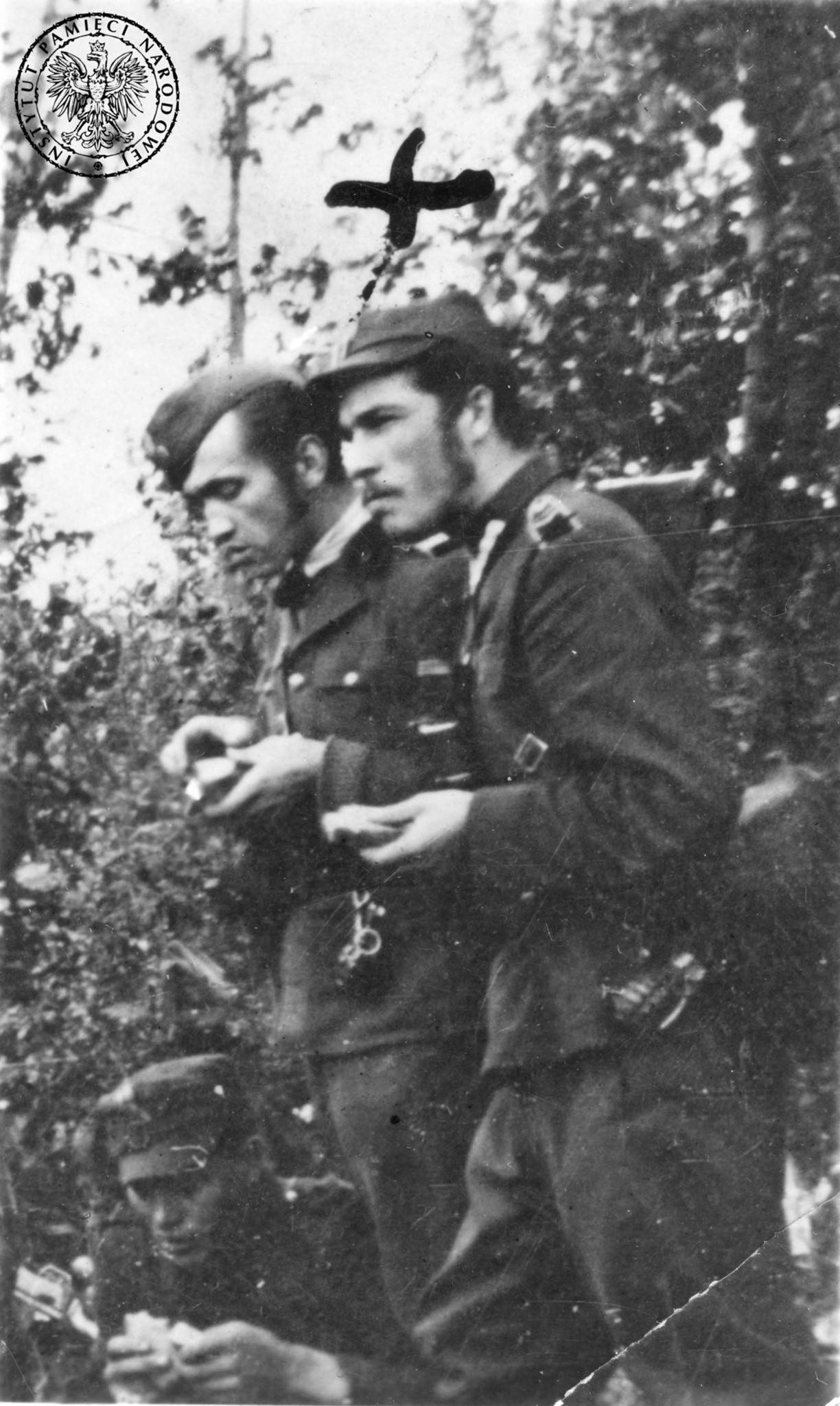
St. sierż. Mieczysław Dziemieszkiewicz ps. „Rój” (po prawej) w 1948 r. Zdjęcie z zasobu Archiwum Instytutu Pamięci Narodowej

Był synem Adama i Stefanii ze Świerczewskich. W 1939 ukończył szkołę powszechną w Różanie. W czasie okupacji uczęszczał na kursy tajnego nauczania w Makowie Mazowieckim, pracując jednocześnie w niemieckim przedsiębiorstwie przewozowym.
Wiosną 1945 został wcielony do 1 zapasowego pułku piechoty w Warszawie, skąd na wiadomość o śmierci brata, zamordowanego w czasie napadu rabunkowego dokonywanego przez żołnierzy sowieckich w październiku 1945, zdezerterował i zbiegł na teren powiatu ciechanowskiego. Wkrótce wstąpił do oddziału NSZ-NZW ppor. Mariana Kraśniewskiego „Burzy”, przybierając pseudonim „Rój”. Początkowo był łącznikiem między komendą okręgu a komendą powiatu. W 1948 został awansowany do stopnia starszego sierżanta. Na polecenie dowódcy kompanii Mariana Koźniewskiego „Waltera”, wobec masowych aresztowań dokonywanych przez UB w Ciechanowie, stworzył patrol Pogotowia Akcji Specjalnej NZW, którego został dowódcą. Jako dowódca patrolu PAS dowodził wieloma akcjami przeciw komunistom, siłom bezpieczeństwa oraz ich agenturze.

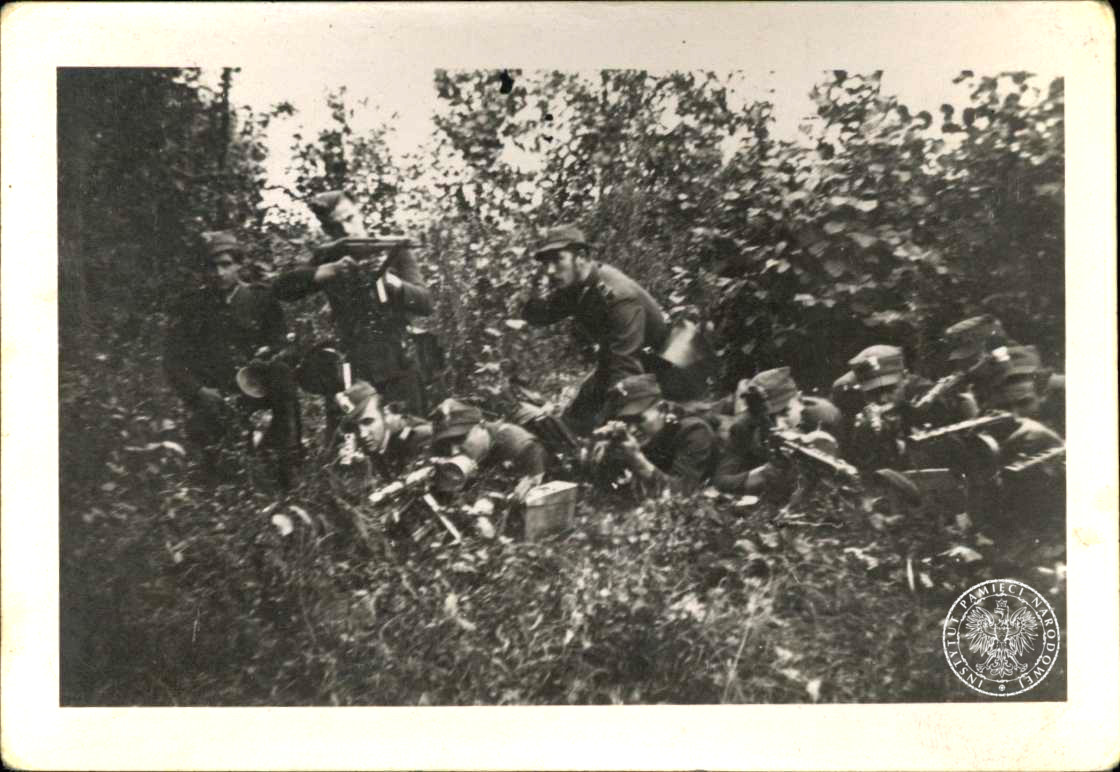
Oddział NZW pod dowództwem st. sierż. Mieczysława Dziemieszkiewicza ps. Rój (pośrodku) w 1948 r. Zdjęcie z zasobu Archiwum IPN

Komendant „Rój” i jego żołnierze dokonali kilkudziesięciu udanych akcji zbrojnych przeciwko KBW i UB, m.in.:
- 3 listopada 1947 – akcja na osadę Barańce (gm. Bartołdy), opanowano posterunek MO i zabito funkcjonariusza UB,
- 1 kwietnia 1948 roku w okolicy wsi Trzebucza w przygotowaną zasadzkę wpadł transport więźniów z Węgrowa do Warszawy; zabito oficera UB dowodzącego transportem porucznika Dobieszewskiego oraz kaprala KBW Kamińskiego; oswobodzeni więźniowie nie zdecydowali się na przyłączenie do oswobodzicieli,
- 16 marca 1948 – w osadzie Gąsocin (pow. ciechanowski) zabito dwóch współpracowników UB,
- 12 lipca 1948 – walka z grupą operacyjną KBW i UB pod Pniewem Wielkim,
- 10 listopada 1948 walka z grupą operacyjną KBW i UB pod Wyrębem Karwackim,
- 22 listopada 1948 – zasadzka na UB pod Gołyminem,
- 28 listopada 1948 – zasadzka na UB pod Nasielskiem,
- 28 grudnia 1948 – walka z grupą operacyjną KBW i UB pod Szlasami Żalnymi,
- 6 listopada 1949  – zatrzymanie pociągu na stacji kolejowej w Gołotczyźnie,
- 28 sierpnia 1950 – rozbrojenie posterunku Służby Ochrony Kolei w Pomiechówku.

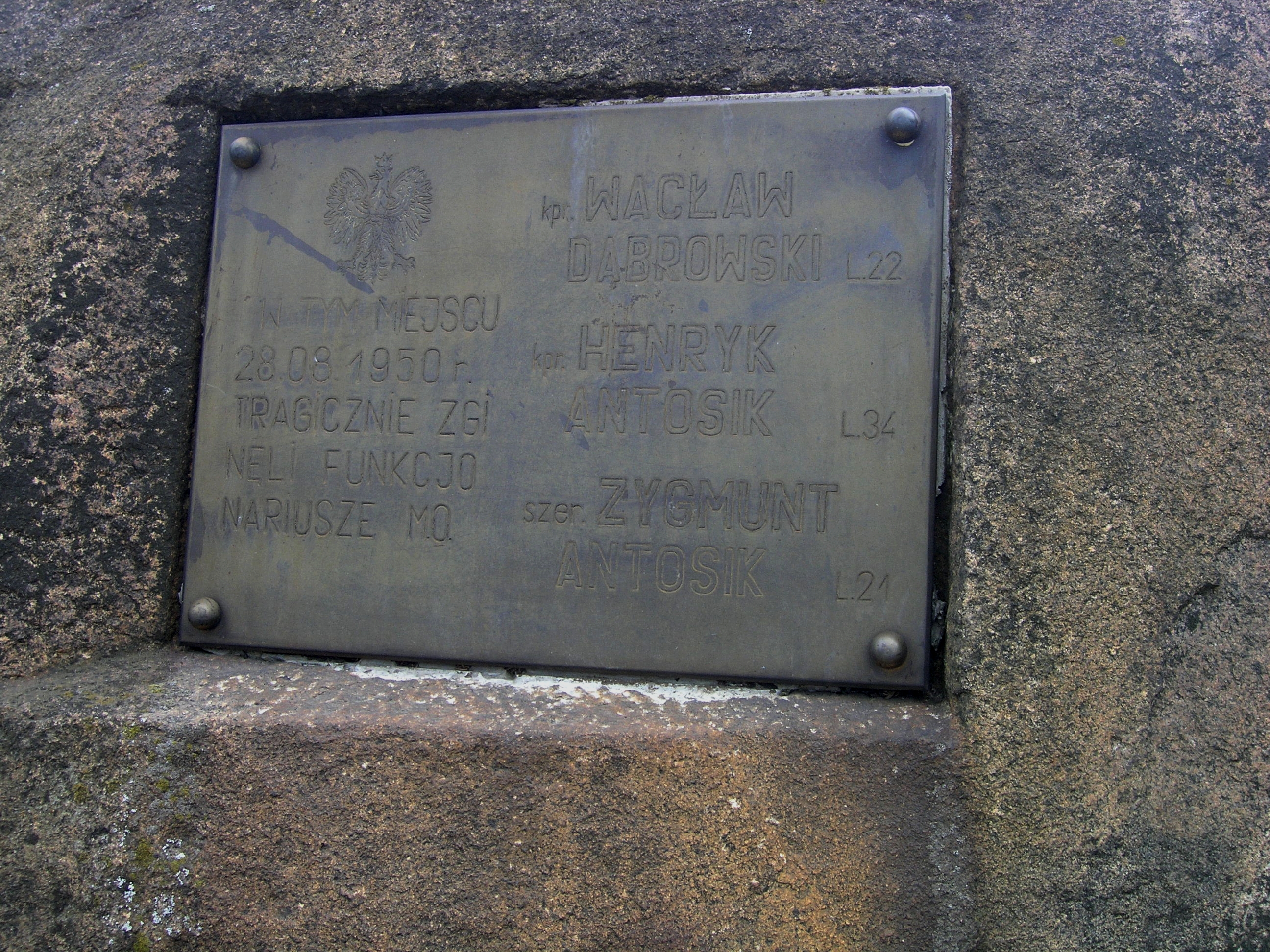
Tablica upamiętniająca funkcjonariuszy MO zabitych 28 sierpnia 1950, przy stacji kolejowej w Pomiechówku przez żołnierzy podziemia antykomunistycznego pod dowództwem st. sierż. Mieczysława Dziemieszkiewicza ps. Rój z oddziału XVI Okręgu Narodowego Zjednoczenia Wojskowego, podczas akcji rozbrojenia posterunku Służby Ochrony Kolei w Pomiechówku i zatrzymania pociągu. Stan w 2012. W kwietniu 2018 pomnik wraz z tablicą został usunięty

Oddział „Roja” zabił łącznie 12 funkcjonariuszy UB (w tym szefa PUBP w Ciechanowie por. Tadeusza Mazurowskiego), MO i członków ORMO oraz ponad 20 współpracowników UB i KBW. W starciach i potyczkach z oddziałem poległo kilkunastu żołnierzy KBW.
Do śmierci Mieczysława Dziemieszkiewicza przyczyniła się jego narzeczona. UB przetrzymujący jej rodziców szantażem zmusił ją do wydania „Roja”. Żołnierz zginął w trakcie próby przedarcia się z podwładnym Bronisławem Gniazdowskim ps. Mazur, przez obławę 270 żołnierzy z 1 Brygady KBW i nieustalonej liczby funkcjonariuszy UB i MO.

## Odznaczenia i upamiętnienie
8 sierpnia 1945 został odznaczony Krzyżem Walecznych.
13 października 2007, za wybitne zasługi dla niepodległości Polski, prezydent RP Lech Kaczyński odznaczył pośmiertnie Mieczysława Dziemieszkiewicza Krzyżem Komandorskim z Gwiazdą Orderu Odrodzenia Polski. Został również odznaczony Krzyżem Narodowego Czynu Zbrojnego.
W 2009 Telewizja Polska przystąpiła do realizacji filmu Historia Roja, czyli w ziemi lepiej słychać, poświęconego losom żołnierzy wyklętych. Film wyreżyserował Jerzy Zalewski. Głównym bohaterem filmu jest Mieczysław Dziemieszkiewicz. Premiera odbyła się 4 marca 2016, a dystrybutorem filmu jest Kino Świat. TVP 1 w 2017 pokazała 5-odcinkowy serial, który jest rozwinięciem filmu kinowego.
Decyzją nr 16/MON Ministra Obrony Narodowej z dnia 28 lutego 2018 5 Mazowiecka Brygada Obrony Terytorialnej przyjęła imię st. sierż. Mieczysława Dziemieszkiewicza, ps. „Rój”; od maja 2021 imię ppor. Mieczysława Dziemieszkiewicza, ps. „Rój”.
W 2020 r. Narodowy Bank Polski wydał upamiętniającą Dziemieszkiewicza srebrną monetę kolekcjonerską o nominale 10 złotych należącą do serii „Wyklęci przez komunistów żołnierze niezłomni”.
1 marca 2023 r. w Głogowie odsłonięto pomnik poświęcony Mieczysławowi Dziemieszkiewiczowi w ramach „Alei Pamięci”, obok 15 innych pomników żołnierzy podziemia antykomunistycznego.